# アンジェラ・チャーマーズ
アンジェラ・チャーマーズ（Angela Chalmers、1963年9月6日 - ）は、カナダの陸上競技選手。1980年代から1990年代に活躍した女子中距離選手。1992年バルセロナオリンピックの銅メダリストである。マニトバ州ブランドン出身。

## 経歴
チャーマーズが最初に国際舞台に登場したのは1985年の兵庫県神戸市で開かれたユニバーシアードで、この大会では3000mに出場し銅メダルを獲得している。ノーザンアリゾナ大学在学中の1986年には、全米大学体育協会（NCAA）ディビジョンⅠのクロスカントリー選手権で優勝。1987年にはパンアメリカン競技大会の3000mでも銀メダルを獲得。1988年ソウルオリンピックでは1500mと3000mの2種目に出場したが、1500mでは予選落ちするなど結果は振るわなかった。
1990年のニュージーランドのオークランドで行われたコモンウェルスゲームズでは、1500mと3000mで2冠を達成。3000mの優勝タイム8分38秒38は世界ランク1位に相当するものであった。
1992年のバルセロナオリンピックにも、ソウル大会に引き続いて1500mと3000mに出場。1500mは予選で惜しくも次点に終わり決勝進出はならなかったが、3000mでは決勝に進出すると、EUNのエレーナ・ロマノワ、タチアナ・ドロフスキフの2人に次いで銅メダルを獲得。この種目ではカナダの選手として1984年ロサンゼルスオリンピックのリン・ジェニングス以来の銅メダルとなった。
1994年の地元カナダのビクトリアで開催されたコモンウェルスゲームズでは3000mに出場し、8分32秒17の自己ベストで、この種目史上初の2連覇を達成した。

## 自己ベスト
- 800m - 2分04秒95 (1998年)
- 1500m - 4分01秒61 (1994年)
- 1マイル - 4分28秒17 (1994年)
- 3000m - 8分32秒17 (1994年)

## 主な実績
| 年   | 大会                     | 場所                                 | 種目  | 結果     | 記録      |
| ---- | ------------------------ | ------------------------------------ | ----- | -------- | --------- |
| 1985 | ユニバーシアード         | 神戸（日本）                         | 3000m | 3位      | 9分03秒19 |
| 1987 | パンアメリカン競技大会   | インディアナポリス（アメリカ合衆国） | 3000m | 2位      | 9分14秒48 |
| 1988 | オリンピック             | ソウル（韓国）                       | 1500m | 8位（q） | 4分08秒64 |
| 1988 | オリンピック             | ソウル（韓国）                       | 3000m | 14位     | 9分04秒75 |
| 1990 | コモンウェルスゲームズ   | オークランド（ニュージーランド）     | 1500m | 1位      | 4分08秒41 |
| 1990 | コモンウェルスゲームズ   | オークランド（ニュージーランド）     | 3000m | 1位      | 8分38秒38 |
| 1992 | オリンピック             | バルセロナ（スペイン）               | 1500m | 6位（q） | 4分04秒87 |
| 1992 | オリンピック             | バルセロナ（スペイン）               | 3000m | 3位      | 8分47秒22 |
| 1993 | 世界陸上選手権           | シュトゥットガルト（ドイツ）         | 1500m | 5位      | 4分07秒95 |
| 1994 | コモンウェルスゲームズ   | ビクトリア（カナダ）                 | 3000m | 1位      | 8分32秒17 |
| 1994 | IAAFグランプリファイナル | パリ（フランス）                     | 1500m | 1位      | 4分01秒61 |
| 1994 | IAAFワールドカップ       | ロンドン（イギリス）                 | 1500m | 2位      | 4分01秒73 |
| 1995 | 世界陸上選手権           | イェーテボリ（スウェーデン）         | 1500m | 4位      | 4分04秒74 |

- qは予選